# A Hawaii Five-0 (2010) epizódjainak listája

A Hawaii Five-0 logója

Az alábbi lista tartalmazza a Hawaii Five-0 amerikai televíziós sorozat egyes epizódjainak listáját. A sorozatot a hasonló című, eredetileg 1968-as amerikai televíziós sorozat alapján hozták létre.
Az első évad első epizódját 2010. szeptember 20-át vetítették, 42 évvel az eredeti sorozat bemutatkozása után. Október 21-én jelentette be a CBS, hogy megrendelték a teljes, 24 epizódos évadot. 2012 március 14-én a CBS megrendelte a sorozat 3. évadát. Az első rész kivételével az összes epizód címe hawaii nyelven van.

240 adásba került epizód után fejeződik be a széria, melynek két eredeti főszereplője, Alex O'Loughlin (Steve McGarrett) és Scott Caan (Danny) az első epizód óta láthatóak voltak. A Deadline értesülése szerint O'Loughlin korábban komoly balesetet szenvedett a Hawaii Five-0 forgatásán, és már két évvel ezelőtt szóba került, hogy fájó háta miatt kilép a sorozatból. Akkor még a kezelések megoldást jelentettek, mostanában viszont egyre nehezebben bírta a fájdalmait, ezért a sztár a távozás mellett döntött. A CBS mérlegelte, hogy lenne-e értelme csak Dannyvel folytatni a történetet, aki új társat kap maga mellé, végül azonban inkább a befejezés mellett döntött a csatorna.

## Évados áttekintés
| Évad | Évad | Részek száma | Részek száma | Eredeti sugárzás     | Eredeti sugárzás | Eredeti adó | Magyar sugárzás     | Magyar sugárzás     | Magyar adó |
| Évad | Évad | Részek száma | Részek száma | Évadbemutató         | Évadzáró         | Eredeti adó | Évadbemutató        | Évadzáró            | Magyar adó |
| ---- | ---- | ------------ | ------------ | -------------------- | ---------------- | ----------- | ------------------- | ------------------- | ---------- |
|      | 1.   | 24           | 24           | 2010. szeptember 20. | 2011. május 16.  | CBS         | 2011. január 7.     | 2011. augusztus 3.  | TV2        |
|      | 2.   | 23           | 23           | 2011. szeptember 19. | 2012. május 14.  | CBS         | 2012. június 27.    | 2012. július 19.    | PRO4       |
|      | 3.   | 24           | 24           | 2012. szeptember 24. | 2013. május 20.  | CBS         | 2013. július 2.     | 2013. december 9.   | Super TV2  |
|      | 4.   | 22           | 22           | 2013. szeptember 27. | 2014. május 9.   | CBS         | 2014. május 27.     | 2014. június 26.    | FEM3       |
|      | 5.   | 25           | 25           | 2014. szeptember 26. | 2015. május 8.   | CBS         | 2015. július 14.    | 2015. december 15.  | TV2        |
|      | 6.   | 25           | 25           | 2015. szeptember 25. | 2016. május 13.  | CBS         | 2017. február 14.   | 2017. augusztus 1.  | Prime      |
|      | 7.   | 25           | 25           | 2016. szeptember 23. | 2017. május 12.  | CBS         | 2017. augusztus 11. | 2017. december 23.  | TV2        |
|      | 8.   | 25           | 25           | 2017. szeptember 29. | 2018. május 18.  | CBS         | 2018. május 22.     | 2018. augusztus 14. | Prime      |
|      | 9.   | 25           | 25           | 2018. szeptember 28. | 2019. május 17.  | CBS         | 2019. február 26.   | 2019. augusztus 13. | Prime      |
|      | 10.  | 22           | 22           | 2019. szeptember 27. | 2020. április 3. | CBS         | 2020. március 3.    | 2020. október 27.   | Prime      |

## Első évad (2010-11)
| Sor. | Év. | Cím                                              | Rendező              | Író                                                                                 | Premier                              | Nézettség    | Gyártási szám |
| ---- | --- | ------------------------------------------------ | -------------------- | ----------------------------------------------------------------------------------- | ------------------------------------ | ------------ | ------------- |
| 1.   | 1.  | A kezdet (Pilot)                                 | Len Wiseman          | Történet: Alex Kurtzman, Roberto Orci és Peter M. Lenkov Tévéjáték: Peter M. Lenkov | 2010. szeptember 20. 2011. január 7. | 14,20 millió | 101           |
| 2.   | 2.  | Család (Ohana)                                   | Brad Turner          | Sarah Goldfinger és Paul Zbyszewski                                                 | 2010. szeptember 17. 2011. január 7. | 12,72 millió | 102           |
| 3.   | 3.  | Fájdalom földje (Malama Ka ʻAina)                | Paul Edwards         | Carol Barbee és Kyle Harimoto                                                       | 2010. október 4. 2011. január 14.    | 12,24 millió | 103           |
| 4.   | 4.  | A győztes (Lanakila)                             | Alex Zakrzewski      | Peter M. Lenkov, Alex Kurtzman és Roberto Orci                                      | 2010. október 11. 2011. január 21.   | 10,69 millió | 104           |
| 5.   | 5.  | Elrabolva (Nalowale)                             | Brad Turner          | J. R. Orci és David Wolkove                                                         | 2010. október 18. 2011. január 28.   | 10,94 millió | 105           |
| 6.   | 6.  | Hullámok hátán (Koʻolauloa)                      | Matt Earl Beesley    | Carol Barbee és Kyle Harimoto                                                       | 2010. október 25. 2011. február 4.   | 10,23 millió | 106           |
| 7.   | 7.  | Jóvátétel (Hoʻapono)                             | James Whitmore, Jr.  | Peter M. Lenkov és Jim Galasso                                                      | 2010. november 1. 2011. február 11.  | 10,86 millió | 107           |
| 8.   | 8.  | A szeretet útjai (Manaʻo)                        | Matt Earl Beesley    | Paul Zbyszewski és Jim Galasso                                                      | 2010. november 8. 2011. február 18.  | 10,23 millió | 108           |
| 9.   | 9.  | Hullámtörés (Poʻipu)                             | Brad Turner          | Történet: Peter M. Lenkov és Shane Salerno Tévéjáték: Shane Salerno                 | 2010. november 15. 2011. február 25. | 10,34 millió | 109           |
| 10.  | 10. | A verseny (Heihei)                               | Elodie Keene         | Sarah Goldfinger                                                                    | 2010. november 22. 2011. március 4.  | 12,34 millió | 110           |
| 11.  | 11. | Nászutas paradicsom (Palekaiko)                  | Frederick E. O. Toye | David Wolkove és J. R. Orci                                                         | 2010. december 6. 2011. március 11.  | 10,51 millió | 111           |
| 12.  | 12. | Kétségbeesett lépések (Hana ʻaʻa Makehewa)       | Chris Fisher         | Történet: Peter M. Lenkov Tévéjáték: Carol Barbee és Kyle Harimoto                  | 2010. december 13. 2011. március 18. | 10,91 millió | 112           |
| 13.  | 13. | Új kezdet (Ke Kinohi)                            | Brad Turner          | Történet: Peter M. Lenkov Tévéjáték: Nicole Ranadive                                | 2011. január 3. 2011. március 25.    | 11 millió    | 113           |
| 14.  | 14. | Egy ártatlan ember (He Kane Hewaʻole)            | Chris Fisher         | Peter M. Lenkov és Paul Zbyszewski                                                  | 2011. január 17. 2011. április 1.    | 10,83 millió | 114           |
| 15.  | 15. | Cunami (Kai eʻe)                                 | Duane Clark          | Melissa Glenn és Jessica Rieder                                                     | 2011. január 23. 2011. június 8.     | 19,34 millió | 115           |
| 16.  | 16. | Védelem (E Malama)                               | Brad Turner          | Történet: Carol Barbee Tévéjáték: Kyle Harimoto és Shane Salerno                    | 2011. február 7. 2011. június 1.     | 11,01 millió | 116           |
| 17.  | 17. | Kalózok (Powa Maka Moana)                        | Brad Turner          | Joe Halpin                                                                          | 2011. február 14. 2011. június 15.   | 10,73 millió | 117           |
| 18.  | 18. | Hosszú búcsú (Loa Aloha)                         | Eric Laneuville      | Paul Zbyszewski és Mike Schaub                                                      | 2011. február 21. 2011. június 22.   | 10,45 millió | 118           |
| 19.  | 19. | Hősök és gazemberek (Ne Meʻe Laua Na Paio)       | Matt Earl Beesley    | J. R. Orci és David Wolkove                                                         | 2011. március 21. 2011. június 29.   | 10,01 millió | 119           |
| 20.  | 20. | A partvidék (Ma Ke Kahakai)                      | Larry Teng           | Elwood Reid                                                                         | 2011. április 11. 2011. július 6.    | 9,54 millió  | 120           |
| 21.  | 21. | Bosszú (Hoʻopaʻi)                                | Duane Clark          | Történet: Shane Salerno és Peter M. Lenkov Tévéjáték: Shane Salerno                 | 2011. április 18. 2011. július 13.   | 11,44 millió | 121           |
| 22.  | 22. | Szívügyek (Hoʻohuli Naʻau)                       | Brad Turner          | Történet: Peter M. Lenkov Tévéjáték: Kyle Harimoto                                  | 2011. május 2. 2011. július 20.      | 9,83 millió  | 122           |
| 23.  | 23. | Míg közel nincs a vég (Ua Hiki Mai Kapalena Pau) | Steve Boyum          | Történet: Peter M. Lenkov Tévéjáték: David Wolkove                                  | 2011. május 9. 2011. július 27.      | 9,45 millió  | 123           |
| 24.  | 24. | Bizalom (Oiaʻiʻo)                                | Brad Turner          | Peter M. Lenkov és Paul Zbyszewski                                                  | 2011. május 16. 2011. augusztus 3.   | 10,41 millió | 124           |

## Második évad (2011-12)
| Sor. | Év. | Cím                                   | Rendező              | Író                                               | Premier                               | Nézettség    | Gyártási szám |
| --- | --- | ------------------------------------- | -------------------- | ------------------------------------------------- | ------------------------------------- | ------------ | ------------- |
| 25. | 1.  | A megtörhetetlen (Haʻiʻole)           | Steve Boyum          | Peter M. Lenkov és Paul Zbyszewski                | 2011. szeptember 11. 2012. június 27. | 12,19 millió | 201           |
| 26. | 2.  | A szekta (Ua Lawe Wale)               | Duane Clark          | Melissa Glenn és Jessica Rieder                   | 2011. szeptember 26. 2012. június 28. | 11,26 millió | 202           |
| 27. | 3.  | A hős (Kameʻe)                        | Jeffrey Hunt         | Elwood Reid                                       | 2011. október 3. 2012. június 29.     | 11,07 millió | 203           |
| 28. | 4.  | A kincs (Mea Makamae)                 | Duane Clark          | David Wolkove                                     | 2011. október 10. 2012. június 30.    | 10,07 millió | 204           |
| 29. | 5.  | Tisztázva (Maʻemaʻe)                  | Steve Boyum          | Stephanie Sengupta                                | 2011. október 17. 2012. július 1.     | 11,07 millió | 205           |
| 30. | 6.  | A bunyó (Ka Hakaka Maikaʻi)           | Larry Teng           | Kyle Harimoto                                     | 2011. október 24. 2012. július 2.     | 10,70 millió | 206           |
| A FIVE-0 egy üzletember meggyilkolása ügyében nyomoz. A körülmények arra ösztönzik McGarrettet, hogy részt vegyen egy jótékonysági bunyóban. Közben Joe White kérésére Kensi Blye NCIS-ügynök megvizsgál egy videofelvételt McGarrett apjának az ügyében, az annak kapcsán felmerült kérdések nem várt fejleményeket hoznak. Ez az epizód egy Crossover amely összekapcsolja a Hawaii Five-O-t az NCIS: Los Angeles-sel. |     |                                       |                      |                                                   |                                       |              |               |
| 31. | 7.  | Szent csontok (Ka Iwi Kapu)           | Joe Dante            | Michele Fazekas és Tara Butters                   | 2011. október 31. 2012. július 3.     | 10,60 millió | 207           |
| 32. | 8.  | A gyógyulás (Lapaʻau)                 | Steve Boyum          | Joe Halpin                                        | 2011. november 7. 2012. július 4.     | 10,32 millió | 208           |
| 33. | 9.  | Az ismeretlen (Ike Maka)              | Bryan Spicer         | Mike Schaub                                       | 2011. november 14. 2012. július 5.    | 11,71 millió | 209           |
| 34. | 10. | Az áruló (Kiʻilua)                    | Kate Woods           | Peter M. Lenkov és Paul Zbyszewski                | 2011. november 21. 2012. július 6.    | 10,59 millió | 210           |
| 35. | 11. | A csapda (Pahele)                     | Paul Edwards         | Melissa Glenn és Jessica Rieder                   | 2011. december 5. 2012. július 7.     | 11,01 millió | 211           |
| 36. | 12. | Csalók (Alaheo Pauʻole)               | Jeff T. Thomas       | Elwood Reid                                       | 2011. december 12. 2012. július 8.    | 11,17 millió | 212           |
| 37. | 13. | Vademberek (Ka Hoʻoponopono)          | Steve Boyum          | Stephanie Sengupta                                | 2012. január 2. 2012. július 9.       | 11,90 millió | 213           |
| 38. | 14. | A csomag (Puʻolo)                     | Christine Moore      | David Wolkove                                     | 2012. január 16. 2012. július 10.     | 10,73 millió | 214           |
| 39. | 15. | Kísértet a múltból (Mai Ka Wa Kahiko) | Larry Teng           | Bill Nuss                                         | 2012. február 6. 2012. július 11.     | 9,97 millió  | 215           |
| 40. | 16. | A fogadás (I Helu Pu)                 | Eric Laneuville      | Paul Zbyszewski                                   | 2012. február 13. 2012. július 12.    | 9,70 millió  | 216           |
| 41. | 17. | A hagyományőrzők (Kupale)             | Steve Boyum          | Noah Nelson és Lisa Schultz                       | 2012. február 20. 2012. július 13.    | 10,40 millió | 217           |
| 42. | 18. | Rádió (Lekio)                         | Bryan Spicer         | Kyle Harimoto                                     | 2012. február 27. 2012. július 14.    | 9,58 millió  | 218           |
| 43. | 19. | Hit (Kalele)                          | Frederick E. O. Toye | Joe Halpin                                        | 2012. március 19. 2012. július 15.    | 9,31 millió  | 219           |
| 44. | 20. | A sorozat gyilkos (Haʻalele)          | Jerry Levine         | Elwood Reid                                       | 2012. április 9. 2012. július 16.     | 10,30 millió | 220           |
| 45. | 21. | Megérint a halál (Pa Make Loa)        | Bryan Spicer         | Michele Fazekas, Tara Butters és R. Scott Gemmill | 2012. április 30. 2012. július 17.    | 10,91 millió | 221           |
| Egy vérzéses himlőben elhunyt férfi miatt értesíti a hawaii-i rendőrség a Five-O csapatát, mivel az eset túlnőtt rajtuk. Steve távollétében Dannynek kell felvennie az NCIS-szel a kapcsolatot, mivel ők üldözik a lehetséges gyanúsítottat. A két egység együtt dolgozik az ügyön. Ez az epizód egy Crossover első rész amely, az NCIS: Los Angeles "A halál érintése" (3x21) című részében fejeződik be.               |     |                                       |                      |                                                   |                                       |              |               |
| 46. | 22. | A hajsza vége (Ua Hopu)               | Larry Teng           | Stephanie Sengupta                                | 2012. május 7. 2012. július 18.       | 9,39 millió  | 222           |
| 47. | 23. | Halál a családban (Ua Hala)           | Steve Boyum          | Peter M. Lenkov, Paul Zbyszewski és Elwood Reid   | 2012. május 14. 2012. július 19.      | 11,42 millió | 223           |

## Harmadik évad (2012-13)
| Sor. | Év. | Cím                                         | Rendező               | Író                                                                               | Premier                                | Nézettség    | Gyártási szám |
| ---- | --- | ------------------------------------------- | --------------------- | --------------------------------------------------------------------------------- | -------------------------------------- | ------------ | ------------- |
| 48.  | 1.  | Anyák napja (La O Na Makuahine)             | Bryan Spicer          | Peter M. Lenkov                                                                   | 2012. szeptember 24. 2013. július 2.   | 8,06 millió  | 301           |
| 49.  | 2.  | Kétely (Kanalua)                            | Frederick E. O. Toye  | Joe Halpin                                                                        | 2012. október 1. 2013. július 9.       | 7,95 millió  | 302           |
| 50.  | 3.  | Elsodródva (Lana I Ka Moana)                | Steve Boyum           | Elwood Reid                                                                       | 2012. október 8. 2013. július 16.      | 8,39 millió  | 303           |
| 51.  | 4.  | Balszerencse (Popilikia)                    | Christine Moore       | Stephanie Sengupta                                                                | 2012. október 15. 2013. július 23.     | 8,70 millió  | 304           |
| 52.  | 5.  | Áldozati rituálé (Mohai)                    | Jerry Levine          | Történet: Peter M. Lenkov és David Wolkove Tévéjáték: David Wolkove               | 2012. november 5. 2013. július 30.     | 7,53 millió  | 305           |
| 53.  | 6.  | Kísért a múlt (I Ka Wa Mamua)               | Sylvain White         | Történet: Peter M. Lenkov Tévéjáték: Ken Solarz                                   | 2012. november 12. 2013. augusztus 6.  | 7,96 millió  | 306           |
| 54.  | 7.  | A titok (Ohuna)                             | Larry Teng            | Mike Schaub                                                                       | 2012. november 19. 2013. augusztus 13. | 9,02 millió  | 307           |
| 55.  | 8.  | Ördögi perszóna (Wahineʻinoloa)             | Steve Boyum           | Történet: Stephanie Sengupta és Courtney Kemp Agboh Tévéjáték: Stephanie Sengupta | 2012. november 26. 2013. augusztus 20. | 10,30 millió | 308           |
| 56.  | 9.  | Halál vágy (Haʻawe Make Loa)                | Gwyneth Horder-Payton | Bill Haynes                                                                       | 2012. december 3. 2013. augusztus 26.  | 9,32 millió  | 309           |
| 57.  | 10. | A tanulmányi kirándulás (Huakaʻi Kula)      | Eric Laneuville       | Michele Fazekas és Tara Butters                                                   | 2012. december 10. 2013. szeptember 2. | 9,84 millió  | 310           |
| 58.  | 11. | Az őrangyal (Kahu)                          | Bryan Spicer          | Noah Nelson                                                                       | 2012. december 17. 2013. szeptember 9. | 10,54 millió | 311           |
| 59.  | 12. | A tiltott sziget (Kapu)                     | Steven DePaul         | David Wolkove                                                                     | 2013. január 14. 2013. szeptember 16.  | 9,59 millió  | 312           |
| 60.  | 13. | Halálbüntetés (Olelo HoʻOpaʻI Make)         | Bryan Spicer          | Steve Cwik                                                                        | 2013. január 20. 2013. szeptember 23.  | 13,03 millió | 313           |
| 61.  | 14. | Botrány (Hana I WaʻIa)                      | Larry Teng            | Mike Schaub                                                                       | 2013. január 21. 2013. szeptember 30.  | 9,85 millió  | 314           |
| 62.  | 15. | Robotkéz (Hookman)                          | Peter Weller          | Történet: Glen Olson és Rod Baker Tévéjáték: Joe Halpin                           | 2013. február 4. 2013. október 7.      | 9,86 millió  | 315           |
| 63.  | 16. | A harcos (Kekoa)                            | Larry Teng            | Al Septien és Turi Meyer                                                          | 2013. február 11. 2013. október 14.    | 9,64 millió  | 316           |
| 64.  | 17. | A játék (Paʻani)                            | Jeffrey Hunt          | Kyle Harimoto és David Wolkove                                                    | 2013. február 18. 2013. október 21.    | 9,11 millió  | 317           |
| 65.  | 18. | Babák (Na Kiʻi)                             | Duane Clark           | Történet: Michael Reisz Tévéjáték: Stephanie Sengupta                             | 2013. március 18. 2013. október 28.    | 8,99 millió  | 318           |
| 66.  | 19. | Jó barátok (Hoa Pili)                       | Jeff Cadiente         | Történet: Richard Arthur és Kyle Harimoto Tévéjáték: Kyle Harimoto                | 2013. november 4.                      | 8,61 millió  | 319           |
| 67.  | 20. | Az ígéret (Olelo Paʻa)                      | Joe Dante             | Peter M. Lenkov és Ken Solarz                                                     | 2013. április 15. 2013. november 11.   | 7,65 millió  | 320           |
| 68.  | 21. | A lélek mélyén kutatva (Imi Loko Ka ʻUhane) | Bryan Spicer          | Bill Haynes                                                                       | 2013. április 29. 2013. november 18.   | 7,76 millió  | 321           |
| 69.  | 22. | Fogságban (Hoʻopio)                         | Steve Boyum           | Történet: Peter M. Lenkov Tévéjáték: Noah Nelson                                  | 2013. május 6. 2013. november 25.      | 8,01 millió  | 322           |
| 70.  | 23. | Családi ügy (He Welo ʻOihana)               | Larry Teng            | Eric Guggenheim                                                                   | 2013. május 13. 2013. december 2.      | 7,86 millió  | 323           |
| 71.  | 24. | Viszlát és minden jót! (Aloha, Malama Pono) | Bryan Spicer          | Peter M. Lenkov, Ken Solarz és David Wolkove                                      | 2013. május 20. 2013. december 9.      | 9 millió     | 324           |

## Negyedik évad (2013-14)
| Sor. | Év. | Cím                                               | Rendező             | Író                                                                                 | Premier                             | Nézettség    | Gyártási szám |
| ---- | --- | ------------------------------------------------- | ------------------- | ----------------------------------------------------------------------------------- | ----------------------------------- | ------------ | ------------- |
| 72.  | 1.  | Szükségünk van egymásra (Aloha Ke Kahi I Ke Kahi) | Bryan Spicer        | Peter M. Lenkov és Ken Solarz                                                       | 2013. szeptember 27 2014. május 27. | 9,.46 millió | 401           |
| 73.  | 2.  | Partra vetett hal (Aʻale Maʻa Wau)                | Joe Dante           | John Dove                                                                           | 2013. október 4. 2014. május 28.    | 9,75 millió  | 402           |
| 74.  | 3.  | A rejtett igazság (Kaʻoia iʻo Ma Loko)            | Duane Clark         | Steven Lilien és Bryan Wynbrandt                                                    | 2013. október 11. 2014. május 29.   | 9,24 millió  | 403           |
| 75.  | 4.  | Ezen naptól fogva (A ia la aku)                   | Bryan Spicer        | Christina M. Kim és David Wolkove                                                   | 2013. október 18. 2014. május 30.   | 8,81 millió  | 404           |
| 76.  | 5.  | Elesett hős (Kupuʻeu)                             | Jeffrey Hunt        | Moira Kirland és Eric Guggenheim                                                    | 2013. október 25. 2014. június 2.   | 9,46 millió  | 405           |
| 77.  | 6.  | Összetört lelkek (Kupouli ʻla)                    | John Terlesky       | Sue Palmer és David Wolkove                                                         | 2013. november 1. 2014. június 3.   | 9,71 millió  | 406           |
| 78.  | 7.  | Beépülve (Ua Nalohia)                             | Joe Dante           | Történet: John Dove és Noah Nelson Tévéjáték: Bradley Paul                          | 2013. november 8. 2014. június 4.   | 9,51 millió  | 407           |
| 79.  | 8.  | Kéretlen szövetségesek (Akanahe)                  | Jerry Levine        | Steven Lilien és Bryan Wynbrandt                                                    | 2013. november 15. 2014. június 5.  | 9,90 millió  | 408           |
| 80.  | 9.  | Boldog hálaadást! (Hauʻoli La HoʻomaikaʻI)        | Allison Liddi-Brown | Eric Guggenheim és Moira Kirland                                                    | 2013. november 22. 2014. június 6.  | 9,92 millió  | 409           |
| 81.  | 10. | Tiszteld apádat! (Hoʻonani Makuakane)             | Larry Teng          | Peter M. Lenkov és Ken Solarz                                                       | 2013. december 13. 2014. június 10. | 9,13 millió  | 410           |
| 82.  | 11. | Emlék (Pukana)                                    | Bryan Spicer        | Bill Haynes                                                                         | 2013. december 20. 2014. június 11. | 9,62 millió  | 411           |
| 83.  | 12. | Egykor és most (O kela me keia Manawa)            | Peter Weller        | John Dove                                                                           | 2014. január 10. 2014. június 12.   | 10,74 millió | 412           |
| 84.  | 13. | A szívesség (Hana Lokomaika)                      | Sylvain White       | Történet: Peter M. Tassler Tévéjáték: Peter M. Lenkov és Ken Solarz                 | 2014. január 17. 2014. június 13.   | 10,63 millió | 413           |
| 85.  | 14. | Apák bűne (Na hala a ka makua)                    | Peter Weller        | David Wolkove                                                                       | 2014. január 31. 2014. június 16.   | 11,24 millió | 414           |
| 86.  | 15. | Befalazott titkok (Pale ʻla)                      | Jerry Levine        | Moira Kirkland                                                                      | 2014. február 28. 2014. június 17.  | 10,61 millió | 415           |
| 87.  | 16. | Tűzcsóva az égből (Hoku Welowelo)                 | Jeffrey Hunt        | Steven Lilien és Bryan Wynbrandt                                                    | 2014. március 7. 2014. június 18.   | 10,35 millió | 416           |
| 88.  | 17. | A felszín alatt (Ma Lalo o ka ʻili)               | Bryan Spicer        | Történet: Bill Haynes Tévéjáték: Bill Haynes és John Dove                           | 2014. március 14. 2014. június 19.  | 9,53 millió  | 417           |
| 89.  | 18. | A találkozó (Hoʻi Hou)                            | Sylvain White       | Christina M. Kim                                                                    | 2014. április 4. 2014. június 20.   | 9,67 millió  | 418           |
| 90.  | 19. | Vértestvérek (Ku I Ka Pili Koko)                  | Maja Vrvilo         | Történet: David Wolkove Tévéjáték: Steven Lilien és Bryan Wynbrandt                 | 2014. április 11. 2014. június 23.  | 9,17 millió  | 419           |
| 91.  | 20. | Köztünk járnak (Peʻepeʻe Kanaka)                  | Jeff Cadiente       | John Dove                                                                           | 2014. április 25. 2014. június 24.  | 9,26 millió  | 420           |
| 92.  | 21. | Távoli vizeken (Makani ʻolu a holo malie)         | Jeffrey Hunt        | Történet: Peter M. Lenkov, Ken Solarz és Eric Guggenheim Tévéjáték: Eric Guggenheim | 2014. május 2. 2014. június 25.     | 8,77 millió  | 421           |
| 93.  | 22. | Első a család (O ka PiliʻOhana ka ʻOi)            | Bryan Spicer        | Peter M. Lenkov és Ken Solarz                                                       | 2014. május 9. 2014. június 26.     | 9,21 millió  | 422           |

## Ötödik évad (2014-15)
| Sor. | Év. | Cím                                   | Rendező             | Író                                                                                       | Premier                                | Nézettség    | Gyártási szám |
| --- | --- | ------------------------------------- | ------------------- | ----------------------------------------------------------------------------------------- | -------------------------------------- | ------------ | ------------- |
| 94. | 1.  | Nincs menekvés (Aʻohe Kahi e Peʻe Ai) | Bryan Spicer        | Peter M. Lenkov és Ken Solarz                                                             | 2014. szeptember 26. 2015. július 14.  | 8,97 millió  | 501           |
| Két fiatal túrázó életét veszti Honolulu hegyei közt. Egy felvétel bizonyítja, hogy valaki Hawaii-n drónnal követ el gyilkosságokat, rettegésben tartva ezzel a lakosságot. Kim észreveszi, hogy megfigyelés alatt tartják, miközben Steve-éket éves pszichológiai alkalmasságira kötelezi a kormányzó...                                                                        |     |                                       |                     |                                                                                           |                                        |              |               |
| 95. | 2.  | A család az első (Ka Makuakane)       | Sylvain White       | Steven Lilien és Bryan Wynbrandt                                                          | 2014. október 3. 2015. július 21.      | 9,77 millió  | 502           |
| A tengerentúlon állomásozó Larkin hadnagy lányát, Sophie-t, elrabolják a várva várt hula versenyről. Miután a szűk környezetet kizárták, felmerül, hogy valaki az aktuális küldetést próbálja így szabotálni. Hamarosan kiderül, hogy az emberrabló hatalmas hibát vétett. Danny-t megzsarolja Marco Reyes.                                                                      |     |                                       |                     |                                                                                           |                                        |              |               |
| 96. | 3.  | Az utolsó csepp (Kanalu Hope Loa)     | Joe Dante           | Sarah Byrd                                                                                | 2014. október 10. 2015. július 28.     | 9,19 millió  | 503           |
| Danny újra és újra felidézi a bátyjával való utolsó találkozást, miközben próbálja Reyest valahogy sarokba szorítani, de ő marad alul. Jerry megszállottan követi a szerinte pénzhamisító antikvárost, miközben a Five-0 csapata egy félresikerült rablást próbál felgöngyölíteni, amely egy halálos áldozatot is követelt. Kononak be kell épülnie a szörfös lányok közé.       |     |                                       |                     |                                                                                           |                                        |              |               |
| 97. | 4.  | A jövő építése (Ka Noeʻau)            | Peter Weller        | Peter M. Lenkov és Ken Solarz                                                             | 2014. október 17. 2015. augusztus 4.   | 9,18 millió  | 504           |
| Danny megtalálja a lopott pénzt, de kevesebbet, mint amire Reyes igényt tart. Chin a karrierjét is hajlandó kockára tenni, hogy segítsen barátjának. Egy hírhedt detroiti maffiacsalád bérgyilkosa érkezik Hawaiira. Joseph Stegner célpontja ismeretlen, de hamarosan egy újabb bérgyilkos is felbukkan a szigeten. Ráadásul mindketten a hírhedt Bagosa családnak dolgoznak... |     |                                       |                     |                                                                                           |                                        |              |               |
| 98. | 5.  | Örökség (Hoʻoilina)                   | Bryan Spicer        | Eric Guggenheim                                                                           | 2014. október 24. 2015. augusztus 11.  | 8,92 millió  | 505           |
| Édesapja halálának negyedik évfordulóján Steve találkozik egy nővel, és segít neki újra megnyitni apja életének utolsó, ezidáig megoldatlan ügyét. |     |                                       |                     |                                                                                           |                                        |              |               |
| 99. | 6.  | Leleplezés (Hoʻomaʻike)               | Joe Dante           | David Wolkove                                                                             | 2014. október 31. 2015. augusztus 18.  | 9,47 millió  | 506           |
| Jerry bajba kerül magánnyomozása miatt, Farrow ugyanis rájön, hogy a nyomában vannak. Danny nehezen dolgozza fel a történteket, miközben egy sorozatgyilkossal is tartaniuk kell a lépést, aki Halloween alkalmából alulértékelt horrorfilmek hírhedt jelenteit veszi alapul, és áldozataival azok alapján végez.                                                                |     |                                       |                     |                                                                                           |                                        |              |               |
| 100. | 7.  | Mi lett, volna ha... (Ina Paha)       | Larry Teng          | Történet: Peter M. Lenkov Tévéjáték: Steven Lilien és Bryan Wynbrandt                     | 2014. november 7. 2015. augusztus 25.  | 8,95 millió  | 507           |
| A sorozat 100. részében megtudhatjuk mi történt volna a Five-0 tagjaival, Jerry-vel, Kamekonával, John McGarrettel, ha másként alakulnak a dolgok, mint ahogy történtek. |     |                                       |                     |                                                                                           |                                        |              |               |
| 101. | 8.  | Belsős meló (Ka Hana Malu)            | Jerry Levine        | Moira Kirland                                                                             | 2014. november 14. 2015. szeptember 1. | 10,07 millió | 508           |
| Deb néni barátjával a szigetre utazik, ám a többi jó hír se várat sokat magára. Steve-nek azonban ellenérzései vannak Deb választottja iránt. A Five-0 eközben egy dupla gyilkossági ügyön dolgozik. Az egyetlen tanú, Riley, a család kutyája. |     |                                       |                     |                                                                                           |                                        |              |               |
| 102. | 9.  | Tippek (Ke Koho Mamao Aku)            | Bryan Spicer        | Sue Palmer                                                                                | 2014. december 12. 2015. szeptember 8. | 8,77 millió  | 509           |
| Karácsony alkalmából Steve a kormányzóval találkozik, míg a Five-O többi tagja a nagy szigetre megy, ahol Max kénytelen együtt dolgozni egy rivális kórboncnokkal egy megmérgezett cowboy ügyén. Steve arra próbálja rávenni Danny-t, hogy lopjon el egy karácsonyfát. |     |                                       |                     |                                                                                           |                                        |              |               |
| 103. | 10. | Összetört álmok (Wawahi moeʻuhane)    | Sylvain White       | Történet: Peter M. Lenkov Tévéjáték: Steven Lilien és Bryan Wynbrandt                     | 2015. január 2. 2015. szeptember 15.   | 10,51 millió | 510           |
| Jerry nem szeretne a kelleténél tovább visszaélni Chin vendégszeretetével, így munkát keres. Egy fiatal lányt meggyilkolnak, majd egy magánnyomozó is a szigetre érkezik. Ahogy haladnak a nyomozással, a szálak egyre jobban összegabalyodnak. |     |                                       |                     |                                                                                           |                                        |              |               |
| 104. | 11. | Feketepiac (Uaʻaihue)                 | Jeffrey Hunt        | David Wolkove                                                                             | 2015. január 9. 2015. szeptember 22.   | 11,50 millió | 511           |
| Miután egy turistát meglőnek, mert tudtán kívül Van Goghot csempészett be az országba, Kono és Chin beépülnek a helyi fekete piac alakjai közé. Steve egy jóbarátjához fordul, hogy tanítsa Kamekonát és segítsen neki megnyerni a nagy vetélytárssal szemben a mindent eldöntő garnéla versenyt.                                                                                |     |                                       |                     |                                                                                           |                                        |              |               |
| 105. | 12. | Nem feledünk (Poina ʻOle)             | Brad Tanenbaum      | John Dove                                                                                 | 2015. január 16. 2015. szeptember 29.  | 10,59 millió | 512           |
| A vezető idegsebészt sürgős műtéthez hívják a szabadnapján, de valaki lelövi őt a parkolóban. A műtétre váró férfi Paul Delano, a maffiózó, akit reggel szállítottak át oda a Halawa börtönből. Közben Steve kocsiját ellopják, míg Grace-szel az általános éves állapotfelmérésre edzenek.                                                                                      |     |                                       |                     |                                                                                           |                                        |              |               |
| 106. | 13. | Ítéletnap (Lā Pōʻino)                 | Maja Vrvilo         | Történet: Peter M. Lenkov Tévéjáték: Sarah Byrd                                           | 2015. január 30. 2015. október 6.      | 10,50 millió | 513           |
| 107. | 14. | Tudatvesztés (Powehiwehi)             | Peter Weller        | Történet: Travis Donnelly Tévéjáték: Eric Guggenheim                                      | 2015. február 6. 2015. október 13.     | 10,08 millió | 514           |
| 108. | 15. | Az igazság nyomában (E ʻImi pono)     | Allison Liddi-Brown | Kenny Kyle                                                                                | 2015. február 13. 2015. október 20.    | 9,81 millió  | 515           |
| 109. | 16. | Szíkrák (Nanahu)                      | Joe Dante           | Történet: Akeba Gaddis Lynn Tévéjáték: John Dove                                          | 2015. február 20. 2015. október 27.    | 10,66 millió | 516           |
| 110. | 17. | Megfigyelés (Kukaʻawale)              | Daniel Dae Kim      | David Wolkove és Lorenzo Manetti                                                          | 2015. február 27. 2015. november 3.    | 9,79 millió  | 517           |
| 111. | 18. | Igazságszolgáltatás (Pono Kaulike)    | Larry Teng          | Peter M. Lenkov és Ken Solarz                                                             | 2015. március 6. 2015. november 3.     | 9,54 millió  | 518           |
| 112. | 19. | A halál szele (Kahania)               | Jerry Levine        | Steven Lilien és Bryan Wynbrandt                                                          | 2015. március 13. 2015. november 10.   | 9,38 millió  | 519           |
| 113. | 20. | Ösztön (Ike Hanau)                    | Maja Vrvilo         | Történet: Peter M. Lenkov és Peter M. Tassler Tévéjáték: Moira Kirland és Eric Guggenheim | 2015. április 3. 2015. november 10.    | 8,87 millió  | 520           |
| 114. | 21. | Hullócsillag (Ua heleleʻi ka hoku)    | James Wilcox        | David Wolkove                                                                             | 2015. április 10. 2015. november 17.   | 8,70 millió  | 521           |
| 115. | 22. | A tegnap nyomában (Hoʻamoano)         | Stephen Herek       | John Dove                                                                                 | 2015. április 24. 2015. november 24.   | 8,35 millió  | 522           |
| 116. | 23. | Hagyományőrzés (Moʻo ʻolelo Pu)       | Eagle Egilsson      | Történet: Peter M. Lenkov és Ken Solarz Tévéjáték: Jessica Granger                        | 2015. május 1. 2015. december 1.       | 8,60 millió  | 523           |
| 117. | 24. | Préda (Luapoʻi)                       | Maja Vrvilo         | Eric Guggenheim                                                                           | 2015. május 8. 2015. december 8.       | 8,57 millió  | 524           |
| 118. | 25. | Amíg még élünk (A Make Kāua)          | Bryan Spicer        | Történet: Peter M. Lenkov Tévéjáték: Steven Lilien és Bryan Wynbrandt                     | 2015. május 8. 2015. december 15.      | 8,27 millió  | 525           |

## Hatodik évad (2015-16)
| Sor. | Év. | Cím                                                         | Rendező           | Író                                                                   | Premier                                | Nézettség    | Gyártási szám |
| ---- | --- | ----------------------------------------------------------- | ----------------- | --------------------------------------------------------------------- | -------------------------------------- | ------------ | ------------- |
| 119. | 1.  | Ne zavarja a nyugodt vizet (Mai ho`oni i ka wai lana mālie) | Bryan Spicer      | Peter M. Lenkov és Eric Guggenheim                                    | 2015. szeptember 25. 2017. február 14. | 8,30 millió  | 601           |
| 120. | 2.  | Hamu a hamu (Lehu a Lehu)                                   | Sylvain White     | John Dove                                                             | 2015. október 2. 2017. február 21.     | 9,24 millió  | 602           |
| 121. | 3.  | A hegyekben van (Ua 'o'oloku ke anu i na mauna)             | Joe Dante         | Történet: Peter M. Lenkov Tévéjáték: Steven Lilien és Bryan Wynbrandt | 2015. október 9. 2017. február 28.     | 8,97 millió  | 603           |
| 122. | 4.  | Legjobb tervek (Ka Papahana Holo Pono)                      | Maja Vrvilo       | Eric Guggenheim és David Wolkove                                      | 2015. október 16. 2017. március 7.     | 9,08 millió  | 604           |
| 123. | 5.  | Nagy hazugságok (Ka 'alapahi nui)                           | Eagle Egilsson    | David Wolkove és Sue Palmer                                           | 2015. október 23. 2017. március 14.    | 8,60 millió  | 605           |
| 124. | 6.  | Szörnyetegek (Na Pilikua Nui)                               | Joe Dante         | Matt Wheeler                                                          | 2015. október 30. 2017. március 21.    | 8,35 millió  | 606           |
| 125. | 7.  | Buktatók (Na Kama Hele)                                     | Hanelle Culpepper | Ken Solarz                                                            | 2015. november 6. 2017. március 28.    | 8,85 millió  | 607           |
| 126. | 8.  | Az ügyes svindler (Piko Pau 'iole)                          | Joel Surnow       | Történet: Peter M. Lenkov Tévéjáték: Steven Lilien és Bryan Wynbrandt | 2015. november 13. 2017. április 4.    | 9,47 millió  | 608           |
| 127. | 9.  | Betűrejtély (Hana Keaka)                                    | Bobby Roth        | Carmen Pilar Golden                                                   | 2015. november 20. 2017. április 11.   | 9,10 millió  | 609           |
| 128. | 10. | Az édes tudomány (Ka Makau kaa kaua)                        | Bryan Spicer      | John Dove                                                             | 2015. december 11. 2017. április 18.   | 8,13 millió  | 610           |
| 129. | 11. | Felelősségérzet (Kuleana)                                   | Sylvain White     | David Wolkove                                                         | 2016. január 8. 2017. április 25.      | 9,41 millió  | 611           |
| 130. | 12. | A szerelem teljessé tesz (Ua ola loko i ke aloha)           | Maja Vrvilo       | Történet: Steve Douglas-Craig Tévéjáték: John Dove és Eric Guggenheim | 2016. január 15. 2017. május 2.        | 9,48 millió  | 612           |
| 131. | 13. | Nagy levegőt (Umia Ka Hanu)                                 | Stephen Herek     | Peter M. Lenkov és Eric Guggenheim                                    | 2016. január 22. 2017. május 9.        | 10,07 millió | 613           |
| 132. | 14. | Gyötrelmes Valentin nap (Hoa 'inea)                         | Peter Weller      | Matt Wheeler                                                          | 2016. február 12. 2017. május 16.      | 8,88 millió  | 614           |
| 133. | 15. | A jó katona (Ke Koa Lokomaika'i)                            | Bryan Spicer      | Carmen Pilar Golden és Sue Palmer                                     | 2016. február 19. 2017. május 23.      | 8,86 millió  | 615           |
| 134. | 16. | A megdönthetetlen bizonyíték (Ka Pohaku Kihi Pa'a)          | Jerry Levine      | Történet: Peter M. Lenkov Tévéjáték: Steven Lilien és Bryan Wynbrandt | 2016. február 26. 2017. május 30.      | 8,30 millió  | 616           |
| 135. | 17. | Titkos infók (Waiwai)                                       | Maja Vrvilo       | Eric Guggenheim                                                       | 2016. március 11. 2017. június 6.      | 7,97 millió  | 617           |
| 136. | 18. | A vadász (Kanaka Hahai)                                     | Eagle Egilsson    | Történet: Travis Donnelly Tévéjáték: Matt Wheeler                     | 2016. április 1. 2017. június 13.      | 8,45 millió  | 618           |
| 137. | 19. | Egyikünk családja védelmében (Malama ka Po'e)               | Brad Tanenbaum    | Ken Solarz és Bill Haynes                                             | 2016. április 8. 2017. június 20.      | 8,63 millió  | 619           |
| 138. | 20. | Ámokfutás (Ka Haunaele)                                     | Jerry Levine      | Történet: Steven Lilien és Bryan Wynbrandt Tévéjáték: Sean O'Reilly   | 2016. április 15. 2017. június 27.     | 8,34 millió  | 620           |
| 139. | 21. | A szabadság ára (Ka Pono Ku’oko’a)                          | Peter Weller      | John Dove                                                             | 2016. április 22. 2017. július 4.      | 8,01 millió  | 621           |
| 140. | 22. | Az általunk ismert világért (I'ike Ke Ao)                   | Bryan Spicer      | David Wolkove                                                         | 2016. április 29. 2017. július 11.     | 8,41 millió  | 622           |
| 141. | 23. | Vérvonalak (Pilina Koko)                                    | Maja Vrvilo       | Eric Guggenheim                                                       | 2016. május 6. 2017. július 18.        | 8,56 millió  | 623           |
| 142. | 24. | Kommunikációs zavar (Pa'a Ka 'ipuka I Ka 'Upena Nananana)   | Stephen Herek     | Steven Lilien és Bryan Wynbrandt                                      | 2016. május 13. 2017. július 25.       | 8,49 millió  | 624           |
| 143. | 25. | A főnökért mindent (O Ke Ali'i Wale No Ka'u Makemake)       | Bryan Spicer      | Peter M. Lenkov és Matt Wheeler                                       | 2016. május 13. 2017. augusztus 1.     | 8,82 millió  | 625           |

## Hetedik évad (2016-17)
| Sor. | Év. | Cím                                                                      | Rendező        | Író                                | Premier                                  | Nézettség    | Gyártási szám |
| ---- | --- | ------------------------------------------------------------------------ | -------------- | ---------------------------------- | ---------------------------------------- | ------------ | ------------- |
| 144. | 1.  | Mehet a menet? (Makaukau 'oe e Pa'ani?)                                  | Bryan Spicer   | Peter M. Lenkov és Eric Guggenheim | 2016. szeptember 23. 2017. augusztus 11. | 10,22 millió | 701           |
| 145. | 2.  | A Királynőért és az Országért (No Ke Ali'i' Wahine A Me Ka Aina)         | Sylvain White  | David Wolkove és Matt Wheeler      | 2016. szeptember 30. 2017. augusztus 18. | 9,73 millió  | 702           |
| 146. | 3.  | Új játékos (He Moho Hou)                                                 | Bryan Spicer   | Peter M. Lenkov és Cyrus Nowrasteh | 2016. október 7. 2017. augusztus 25.     | 9,65 millió  | 703           |
| 147. | 4.  | A diadalittas lángok hevében (Hu a'e ke ahi lanakila a Kamaile)          | Bronwen Hughes | Peter M. Lenkov és Cyrus Nowrasteh | 2016. október 14. 2017. szeptember 1.    | 9,19 millió  | 704           |
| 148. | 5.  | Az állvány (Ke Ku 'Ana)                                                  | Bobby Roth     | Jason Gavin és Derek Santos Olson  | 2016. október 21. 2017. szeptember 8.    | 9,51 millió  | 705           |
| 149. | 6.  | Félelmetes házak (Ka hale ho'okauwel)                                    | Ron Underwood  | David Wolkove és Matt Wheeler      | 2016. október 28. 2017. szeptember 15.   | 8,50 millió  | 706           |
| 150. | 7.  | Anya és fia (Ka makuahine a me ke keikikane)                             | Bryan Spicer   | Eric Guggenheim és David Wolkove   | 2016. november 4. 2017. szeptember 22.   | 9,48 millió  | 707           |
| 151. | 8.  | Férfias próbatétel (Hana Komo Pae)                                       | Brad Tanenbaum | Rob Hanning                        | 2016. november 11. 2017. szeptember 29.  | 9,84 millió  | 708           |
| 152. | 9.  | Két novemberi nap (Elua la ma Nowemapa)                                  | Maja Vrvilo    | Sean Farina                        | 2016. november 18. 2017. október 6.      | 10,09 millió | 709           |
| 153. | 10. | Az élet terhe (Ka Luhi)                                                  | Carlos Bernard | Helen Shang és Zoe Robyn           | 2016. december 9. 2017. október 12.      | 9,40 millió  | 710           |
| 154. | 11. | Raboljuk vissza! (Ka'ili Aku)                                            | Jennifer Lynch | Matt Wheeler                       | 2016. december 16. 2017. október 19.     | 9,46 millió  | 711           |
| 155. | 12. | Az alku (Ka 'Aelike)                                                     | Joe Dante      | David Wolkove és Matt Wheeler      | 2017. január 6. 2017. október 26.        | 10,10 millió | 712           |
| 156. | 13. | Viszlát, Max! (Ua ho'i ka 'opua i Awalua)                                | Jim Jost       | Cyrus Nowrasteh                    | 2017. január 13. 2017. november 3.       | 9,69 millió  | 713           |
| 157. | 14. | Határvonal (Ka laina ma ke one)                                          | Peter Weller   | Sean O'Reilly                      | 2017. január 20. 2017. november 10.      | 8,42 millió  | 714           |
| 158. | 15. | A nagy játék (Ka Pa'ani Nui)                                             | Bryan Spicer   | Helen Shang                        | 2017. február 3. 2017. november 17.      | 9,81 millió  | 715           |
| 159. | 16. | Örült szerelem (Poniu I Ke Aloha)                                        | Jerry Levine   | David Wolkove és Matt Wheeler      | 2017. február 10. 2017. november 24.     | 9,86 millió  | 716           |
| 160. | 17. | Szörnyekre vadászva (Hahai i na pilikua nui)                             | Roderick Davis | Rob Hanning                        | 2017. február 17. 2017. december 1.      | 9,62 millió  | 717           |
| 161. | 18. | Csak óvatosan (E Malama Pono)                                            | Eagle Egilsson | Zoe Robyn                          | 2017. február 24. 2017. december 8.      | 8,12 millió  | 718           |
| 162. | 19. | Exodus (Puka 'ana)                                                       | Bronwen Hughes | Eric Guggenheim                    | 2017. március 10. 2017. december 9.      | 9,20 millió  | 719           |
| 163. | 20. | Amikor a nyúl viszi a vadászpuskát (Huikau Na Makau A Ka Lawai'a)        | Jerry Levine   | Matt Wheeler                       | 2017. március 31. 2017. december 15.     | 8,74 millió  | 720           |
| 164. | 21. | Utánam a vízözön (Ua Malo'o Ka Wai)                                      | Eagle Egilsson | Peter M. Lenkov és Eric Guggenheim | 2017. április 7. 2017. december 16.      | 8,77 millió  | 721           |
| 165. | 22. | Fekete könnyek (Waimaka 'Ele'ele)                                        | Bryan Spicer   | David Wolkove                      | 2017. április 14. 2017. december 20.     | 8,49 millió  | 722           |
| 166. | 23. | Bevezetés (Wehe 'ana)                                                    | Maja Vrvilo    | Helen Shang és Zoe Robyn           | 2017. április 28. 2017. december 21.     | 8,06 millió  | 723           |
| 167. | 24. | Riasztás a múltból (He ke'u na ka 'alae a Hin)                           | Krishna Rao    | Rob Hanning                        | 2017. május 5. 2017. december 22.        | 8,01 millió  | 724           |
| 168. | 25. | Az élet az igazság hajszolásáról szól (Ua Mau Ke Ea O Ka Aina I Ka Pono) | Bryan Spicer   | Peter M. Lenkov és Eric Guggenheim | 2017. május 12. 2017. december 23.       | 8,22 millió  | 725           |

## Nyolcadik évad (2017-18)
| Sor. | Év. | Cím | Rendező         | Író                                                  | Premier                              | Nézettség   | Gyártási szám |
| ---- | --- | --- | --------------- | ---------------------------------------------------- | ------------------------------------ | ----------- | ------------- |
| 169. | 1.  | A tűz sosem mondja, hogy elég volt (A'ole e 'olelo mai ana ke ahi ua ana ia)                                     | Bryan Spicer    | Peter M. Lenkov, Eric Guggenheim és Rob Hanning      | 2017. szeptember 28. 2018. május 22. | 8,64 millió | 801           |
| 170. | 2.  | Kutyás napok (Na La 'Ilio)                                                                                       | Tara Miele      | David Wolkove és Matt Wheeler                        | 2017. október 6. 2018. május 29.     | 8,53 millió | 802           |
| 171. | 3.  | Késsel jössz a fegyver ellen (Kau pahi, ko'u kua. Kau pu, ko'u po'o)                                             | Eagle Egilsson  | David Wolkove és Matt Wheeler                        | 2017. október 13. 2018. május 29.    | 8,51 millió | 803           |
| 172. | 4.  | Ha lebuknak az informátorok (E uhi wale no 'a'ole e nalo, he imu puhi)                                           | Antonio Negret  | Rob Hanning                                          | 2017. október 20. 2018. június 5.    | 8,67 millió | 804           |
| 173. | 5.  | Halloween-i legendák (Kama'oma'o, ka 'aina huli hana)                                                            | Bronwen Hughes  | Peter M. Lenkov és Eric Guggenheim                   | 2017. november 3. 2018. június 5.    | 8,63 millió | 805           |
| 174. | 6.  | A felszín alatt sok minden rejtőzhet (Mohala I Ka Wai Ka Maka O Ka Pua)                                          | Carlos Bernard  | Eric Guggenheim és Zoe Robyn                         | 2017. november 10. 2018. június 12.  | 9,21 millió | 806           |
| 175. | 7.  | Remek szeme van hozzá (Kau Ka ‘Onohi Ali’i I Luna)                                                               | Bryan Spicer    | Peter M. Lenkov és Eric Guggenheim                   | 2017. november 17. 2018. június 12.  | 9,17 millió | 807           |
| 176. | 8.  | Zuhanás a mélybe (He Kaha Lu'u Ke Ala, Mai Ho'okolo Aku)                                                         | Jerry Levine    | Liz Alper és Ally Seibert                            | 2017. december 1. 2018. június 19.   | 8,56 millió | 808           |
| 177. | 9.  | Halál a tengeren (Make Me Kai)                                                                                   | Maja Vrvilo     | David Wolkove és Matt Wheeler                        | 2017. december 8. 2018. június 19.   | 9,07 millió | 809           |
| 178. | 10. | A jövő a múlté (I Ka Wa Ma Mua, I Ka Wa Ma Hope)                                                                 | Peter Weller    | Zoe Robyn                                            | 2017. december 15. 2018. június 26.  | 8,48 millió | 810           |
| 179. | 11. | Nem látják a fától az erdőt (Oni Kalalea Ke Ku A Ka La'au Loa)                                                   | Tara Miele      | Rob Hanning                                          | 2017. december 15. 2018. június 26.  | 7,71 millió | 811           |
| 180. | 12. | Begyűjtés (Ka Hopu Nui 'Ana)                                                                                     | Eagle Egilsson  | David Wolkove és Matt Wheeler                        | 2018. január 5. 2018. július 3.      | 9,96 millió | 812           |
| 181. | 13. | Lépj túl a múlton! (O Ka Mea Ua Hala, Ua Hala Ia)                                                                | Roderick Davis  | Sean O'Reilly                                        | 2018. január 12. 2018. július 3.     | 9,38 millió | 813           |
| 182. | 14. | Kalaihaohia gyermekei (Na Keiki A Kalaihaohia)                                                                   | Peter Weller    | Történet: Peter M. Lenkov Tévéjáték: Eric Guggenheim | 2018. január 19. 2018. július 10.    | 9,14 millió | 814           |
| 183. | 15. | A dzsungel rejtélye (He Puko'a Kani 'Aina)                                                                       | Bryan Spicer    | David Wolkove és Matt Wheeler                        | 2018. február 2. 2018. július 10.    | 8,56 millió | 815           |
| 184. | 16. | Ki tudja, hol van a pénz? (O Na Hoku O Ka Lani Ka I 'Ike Ia Pae)                                                 | Jerry Levine    | David Wolkove és Matt Wheeler                        | 2018. március 2. 2018. július 17.    | 8 millió    | 816           |
| 185. | 17. | Amikor porig ég minden (Holapu Ke Ahi, Koe Iho Ka Lehu)                                                          | Maja Vrvilo     | Liz Alper és Ally Seibert                            | 2018. március 9. 2018. július 17.    | 7,68 millió | 817           |
| 186. | 18. | Mások szolgálatában (E Ho'Oko Kuleana)                                                                           | Alex O'Loughlin | David Wolkove és Matt Wheeler                        | 2018. március 30. 2018. július 24.   | 7,80 millió | 818           |
| 187. | 19. | Parancsra ölt (Aohe Mea Make I Ka Hewa; Make No I Ka Mihi Ole)                                                   | Jennifer Lynch  | Rob Hanning és Ashley Dizon                          | 2018. április 6. 2018. július 24.    | 7,97 millió | 819           |
| 188. | 20. | A Kaiona-part szépsége (He Lokomaika’I Ka Manu O Kaiona)                                                         | Bryan Spicer    | Rob Hanning és Sean O'Reilly                         | 2018. április 13. 2018. július 31.   | 7,48 millió | 820           |
| 189. | 21. | A rejtély megoldódik (Ahuwale Ka Nane Huna)                                                                      | Eagle Egilsson  | David Wolkove és Matt Wheeler                        | 2018. április 20. 2018. július 31.   | 7,52 millió | 821           |
| 190. | 22. | Ki tudja, hol van a pénz? (Kopi Wale No I Ka I'a A 'Eu No Ka Ilo)                                                | Ruba Nadda      | Rob Hanning és Rachael Paradis                       | 2018. április 27. 2018. augusztus 7. | 7,79 millió | 822           |
| 191. | 23. | Szülői örökség (Ka Hana A Ka Makua, O Ka Hana No Ia A Keiki)                                                     | Jim Jost        | Peter M. Lenkov és Matt Wheeler                      | 2018. május 4. 2018. augusztus 7.    | 7,04 millió | 823           |
| 192. | 24. | A kemény legényeket a sivatagi vihar sem állíthatja meg (Ka Lala Kaukonakona Haki 'Ole I Ka Pa A Ka Makani Kona) | Krishna Rao     | Történet: Alex O'Loughlin Tévéjáték: Zoe Robyn       | 2018. május 11. 2018. augusztus 14.  | 7,09 millió | 824           |
| 193. | 25. | Alvó ügynökök (Waiho Wale Kahiko)                                                                                | Bryan Spicer    | Peter M. Lenkov és Eric Guggenheim                   | 2018. május 18. 2018. augusztus 14.  | 6,62 millió | 825           |

## Kilencedik évad (2018-19)
| Sor. | Év. | Cím                                                                                       | Rendező             | Író                                                                 | Premier                                | Nézettség    | Gyártási szám |
| ---- | --- | ----------------------------------------------------------------------------------------- | ------------------- | ------------------------------------------------------------------- | -------------------------------------- | ------------ | ------------- |
| 194. | 1.  | Lárva (Cocoon)                                                                            | Bryan Spicer        | Peter M. Lenkov                                                     | 2018. szeptember 28. 2019. február 26. | 7,49 millió  | 901           |
| 195. | 2.  | Az égből pottyant férfi (Ke Kanaka I Ha'ule Mai Ka Lewa Mai)                              | Eagle Egilsson      | David Wolkove és Matt Wheeler                                       | 2018. október 5. 2019. február 26.     | 7,39 millió  | 902           |
| 196. | 3.  | A hőhullám előhozza az állatot (Mimiki ke kai, ahuwale ka papa leho)                      | Antonio Negret      | Rob Hanning                                                         | 2018. október 12. 2019. március 5.     | 7,68 millió  | 903           |
| 197. | 4.  | Nem mindenki látja a hegyoldalban megbúvó sziklákat (A'ohe Kio Pohaku Nalo i Ke Alo Pali) | Ron Underwood       | Talia Gonzalez és Bisanne Masoud                                    | 2018. október 19. 2019. március 5.     | 7,48 millió  | 904           |
| 198. | 5.  | Nem kell látni a kereséshez (A'ohe Mea 'Imi A Ka Maka)                                    | Liz Allen Rosenbaum | Zoe Robyn és Sean O'Reilly                                          | 2018. október 26. 2019. március 12.    | 6,97 millió  | 905           |
| 199. | 6.  | Pelenkás potyautas (Aia I Hi'Ikua; I Hi'Ialo)                                             | Peter Weller        | Rob Hanning és Paul Grellong                                        | 2018. november 2. 2019. március 12.    | 7,88 millió  | 906           |
| 200. | 7.  | Amikor az álom valósággá válik (Pua A'e La Ka Uwahi O Ka Moe)                             | Bryan Spicer        | Történet: Peter M. Lenkov Tévéjáték: David Wolkove és Matt Wheeler  | 2018. november 9. 2019. március 19.    | 7,53 millió  | 907           |
| 201. | 8.  | A tollas madár… (Lele pū nā manu like)                                                    | Carlos Bernard      | Chi McBride                                                         | 2018. november 16. 2019. március 19.   | 7,88 millió  | 908           |
| 202. | 9.  | Éjjeli igazságosztó (Mai Ka Po Mai Ka 'oia'i'o)                                           | Brad Tanenbaum      | Christos Gage és Ruth Fletcher Gage                                 | 2018. november 30. 2019. március 26.   | 7,27 millió  | 909           |
| 203. | 10. | Ha kialszanak a fények, a ház sötétségbe borul (Pio ke kukui, po'ele ka hale)             | Gabriel Beristain   | Paul Grellong                                                       | 2018. december 7. 2019. március 26.    | 7,81 millió  | 910           |
| 204. | 11. | Ha átléped a határt, nincs visszaút (Hala i ke ala o'i'ole mai)                           | Carl Weathers       | Matt Wheeler és David Wolkove                                       | 2019. január 4. 2019. április 2.       | 7, 19 millió | 911           |
| 205. | 12. | Az áldozatok sebei hamar begyógyulnak (Ka hauli o ka mea hewa 'ole, he nalowale koke)     | Roderick Davis      | Zoe Robyn                                                           | 2019. január 11. 2019. április 2.      | 7,96 millió  | 912           |
| 206. | 13. | A diszkrimináció kibontakozása (Ke iho mai nei ko luna)                                   | Karen Gaviola       | Történet: Johnny Richardson Tévéjáték: Rob Hanning és Sean O’Reilly | 2019. január 18. 2019. július 2.       | 7,61 millió  | 913           |
| 207. | 14. | A hurrikán fogságában (Ikiiki i ka la o Keawalua)                                         | Peter Weller        | Paul Grellong                                                       | 2019. február 1. 2019. július 9.       | 7,87 millió  | 914           |
| 208. | 15. | A hurrikán fogságában (Ho‘Opio ‘Ia E Ka Noho Ali‘I A Ka Ua)                               | Karen Gaviola       | Rob Hanning                                                         | 2019. február 15. 2019. július 9.      | 7,30 millió  | 915           |
| 209. | 16. | A kapzsiság bűnt szül (Hapai ke kuko, hanau ka hewa)                                      | Jerry Levine        | Talia Gonzalez és Bisanne Masoud                                    | 2019. február 22. 2019. július 16.     | 7,11 millió  | 916           |
| 210. | 17. | Felkínált lehetőség (E'ao lu'au a kualima)                                                | Alex O'Loughlin     | David Wolkove és Matt Wheeler                                       | 2019. február 22. 2019. július 16.     | 6,98 millió  | 917           |
| 211. | 18. | Az örök fiatalság titka (Ai no i ka 'ape he mane'o no ko ka nuku)                         | Eagle Egilsson      | Matt Wheeler és David Wolkove                                       | 2019. március 8. 2019. július 23.      | 7,27 millió  | 918           |
| 212. | 19. | Festők és ablakmosók (Pupuhi ka he’e o kai uli)                                           | Maja Vrvilo         | Christos Gage és Ruth Fletcher Gage                                 | 2019. március 15. 2019. július 23.     | 6,51 millió  | 919           |
| 213. | 20. | A fegyver nyomában (Ke ala o ka pu)                                                       | David Straiton      | Paul Grellong                                                       | 2019. április 5. 2019. július 30.      | 6,84 millió  | 920           |
| 214. | 21. | Egy döglött akta (He kama na ka pueo)                                                     | Jerry Levine        | David Wolkove és Matt Wheeler                                       | 2019. április 12. 2019. július 30.     | 6,87 millió  | 921           |
| 215. | 22. | Mester és tanítványa (O ke kumu, o ka mana, ho'opuka 'ia)                                 | Brad Turner         | Rob Hanning és Ashley Dizon                                         | 2019. április 26. 2019. augusztus 6.   | 6,62 millió  | 922           |
| 216. | 23. | Egy napra kibújik a bőréből (Ho'okahi no la o ka malihini)                                | Gabriel Beristain   | Zoe Robyn                                                           | 2019. május 3. 2019. augusztus 6.      | 6,77 millió  | 923           |
| 217. | 24. | Hiba volt elengedni (Hewa ka lima)                                                        | Peter Weller        | Paul Grellong és Sean O'Reilly                                      | 2019. május 10. 2019. augusztus 13.    | 6,78 millió  | 924           |
| 218. | 25. | Üzemanyag hullik waianae felett (Hana Mao 'ole ka ua o Waianae)                           | Eagle Egilsson      | Matt Wheeler és David Wolkove                                       | 2019. május 17. 2019. augusztus 13.    | 5,11 millió  | 925           |

## Tizedik évad (2019-20)
| Sor. | Év. | Cím                                                                                    | Rendező          | Író                                                                | Premier                               | Nézettség   | Gyártási szám |
| ---- | --- | -------------------------------------------------------------------------------------- | ---------------- | ------------------------------------------------------------------ | ------------------------------------- | ----------- | ------------- |
| 219. | 1.  | A sebek begyógyulnak (Ua 'eha ka 'ili i ka maka o ka ihe)                              | Duane Clark      | Történet: Peter M. Lenkov Tévéjáték: David Wolkove és Matt Wheeler | 2019. szeptember 27. 2020. március 3. | 7,03 millió | 1001          |
| 220. | 2.  | Katasztrofális elterelés (Kuipeia e ka makani apaa)                                    | Karen Gaviola    | Talia Gonzalez és Bisanne Masoud                                   | 2019. október 4. 2020. március 3.     | 6,56 millió | 1002          |
| 221. | 3.  | Az idő elhomályosítja a múltat (E uhi ana ka wa I hala I na mea I hala)                | Brad Turner      | Matt Wheeler és David Wolkove                                      | 2019. október 11. 2020. március 10.   | 7,09 millió | 1003          |
| 222. | 4.  | Kicsi a virág, de illatos a mező (Ukuli'i ka pua, onaona i ka mau'u)                   | Peter Weller     | Zoe Robyn                                                          | 2019. október 18. 2020. március 10.   | 6,34 millió | 1004          |
| 223. | 5.  | Kísért a múlt (He ‘oi‘o kuhihewa; he kaka ola i ‘ike ‘ia e ka makaula)                 | Yangzom Brauen   | Rob Hanning és Zoe Robyn                                           | 2019. október 25. 2020. március 17.   | 6,70 millió | 1005          |
| 224. | 6.  | Egy iskola nem elég minden tudáshoz (A‘ohe pau ka ‘ike i ka halau ho‘okahi)            | Karen Gaviola    | Duppy Demetrius                                                    | 2019. november 1. 2020. március 17.   | 7,13 millió | 1006          |
| 225. | 7.  | A vér kötelez (Ka 'i'o)                                                                | Alex O'Loughlin  | Alex O'Loughlin                                                    | 2019. november 8. 2020. március 24.   | 7,13 millió | 1007          |
| 226. | 8.  | Így vagy úgy, eljő a változás (Ne'e aku, ne'e mai ke one o Punahoa)                    | Carlos Bernard   | Chi McBride és Matt Wheeler                                        | 2019. november 15. 2020. március 24.  | 7,36 millió | 1008          |
| 227. | 9.  | A kivágott Kahilikolo fa (Ka la‘au kumu ‘ole o Kahilikolo)                             | Ron Underwood    | Paul Grellong és Noah Evslin                                       | 2019. november 22. 2020. március 31.  | 7,33 millió | 1009          |
| 228. | 10. | Rejtegetnivaló (O 'oe, a 'owau, nalo ia mea)                                           | Kristin Windell  | Paul Grellong és Rob Hanning                                       | 2019. december 6. 2020. március 31.   | 6,55 millió | 1010          |
| 229. | 11. | A gonosz útján (Ka i ka 'ino, no ka 'ino)                                              | Karen Gaviola    | Kendall Sherwood                                                   | 2019. december 13. 2020. április 7.   | 6,57 millió | 1011          |
| 230. | 12. | Hol voltál, amikor leszakadt az ég? (Ihea 'oe i ka wa a ka ua e loku ana?)             | Katie Boyum      | Történet: Peter M. Lenkov Tévéjáték: David Wolkove                 | 2020. január 3. 2020. április 7.      | 8,06 millió | 1012          |
| 231. | 13. | A patkány az odújában lett megfogva (Loa‘a pono ka ‘iole i ka punana)                  | Antonio Negret   | Kendall Sherwood és Chris Wu                                       | 2020. január 10. 2020. április 14.    | 7,75 millió | 1013          |
| 232. | 14. | Vihar előtt mindig nagy a csend (I ho'olulu, ho'ohulei 'ia e ka makani)                | Peter Weller     | Történet: Peter M. Lenkov Tévéjáték: Paul Grellong                 | 2020. január 31. 2020. április 14.    | 7,56 millió | 1014          |
| 233. | 15. | Hűség vagy árulás? (He waha kou o ka he'e)                                             | Ian Anthony Dale | Matt Wheeler és Chi McBride                                        | 2020. február 7. 2020. április 21.    | 6,69 millió | 1015          |
| 234. | 16. | A férfi a szerelem rabja (He kauwa ke kanaka na ke aloha)                              | Jerry Levine     | Rob Hanning                                                        | 2020. február 14. 2020. április 21.   | 6,95 millió | 1016          |
| 235. | 17. | Nagy vihart kavar (He kohu puahiohio i ka ho‘olele i ka lepo i luna)                   | Karen Gaviola    | Paul Grellong és Matt Wheeler                                      | 2020. február 21. 2020. október 13.   | 6,66 millió | 1017          |
| 236. | 18. | Elveszve a tengeri permetben (Nalowale i ke ‘ehu o he kai)                             | Tate Donovan     | Történet: Zoe Robyn Tévéjáték: Talia Gonzalez és Bisanne Masoud    | 2020. február 28. 2020. október 13.   | 6,81 millió | 1018          |
| 237. | 19. | A cowboyok visszatérnek (E ho‘i na keiki oki uaua o na pali)                           | Geoff Shotz      | Noah Evslin és Rob Hanning                                         | 2020. március 6. 2020. október 20.    | 6,98 millió | 1019          |
| 238. | 20. | A megkapó tintahal (He puhe‘e miki)                                                    | Andi Armaganian  | Kendall Sherwood és Chris Wu                                       | 2020. március 13. 2020. október 20.   | 7,11 millió | 1020          |
| 239. | 21. | Nem büntethetik a jó szamaritánust (A 'ohe ia e loa'a aku, he ulua kapapa no ka moana) | Roderick Davies  | Peter M. Lenkov és David Wolkove                                   | 2020. március 27. 2020. október 27.   | 8,44 millió | 1021          |
| 240. | 22. | Aloha (Aloha)                                                                          | Duane Clark      | Történet: Peter M. Lenkov Tévéjáték: David Wolkove és Matt Wheeler | 2020. április 3. 2020. október 27.    | 9,59 millió | 1022          |

## Fordítás
- Ez a szócikk részben vagy egészben  a   List of Hawaii Five-0 (2010 TV series) episodes című angol Wikipédia-szócikk ezen változatának fordításán alapul.  Az eredeti cikk szerkesztőit annak laptörténete sorolja fel. Ez a jelzés csupán a megfogalmazás eredetét és a szerzői jogokat jelzi, nem szolgál a cikkben szereplő információk forrásmegjelöléseként.